# Lepechiniella arassanica
Lepechiniella arassanica är en strävbladig växtart som först beskrevs av Boris Fedtjenko, och fick sitt nu gällande namn av Mikhail Grigoríevič Popov. Lepechiniella arassanica ingår i släktet Lepechiniella och familjen strävbladiga växter. Inga underarter finns listade i Catalogue of Life.